# Kozietuły Nowe
Kozietuły Nowe – wieś w Polsce położona w województwie mazowieckim, w powiecie grójeckim, w gminie Mogielnica.
W latach 1975–1998 miejscowość administracyjnie należała do województwa radomskiego.
| SIMC    | Nazwa             | Rodzaj    |
| ------- | ----------------- | --------- |
| 0629413 | Kolonia Kozietuły | część wsi |

## Zabytki

Herb Awdaniec

Wpisane do rejestru zabytków nieruchomych województwa mazowieckiego:
- zespół pałacowy z drugiej poł. XIX w., nr rej.: 548/A/97 z 17.01.1997: 
  - Pałac Kozietułach Nowych, parterowo-piętrowy, neorenesansowy pałac z około 1870, wzniesiony dla hrabiego Feliksa Rostworowskiego i jego żony Jadwigi z Popielów. Główne wejście znajduje się w ryzalicie zwieńczonym malowniczym frontonem z herbem Awdaniec, należącym do późniejszych właścicieli z rodziny Leszczyńskich[8][9].
- dworzec kolejowy, nr rej.: 549/A/94 z 30.05.1994, na przystanku Kozietuły, na linii Kolei Grójeckiej, który od 1917 do 1988 roku obsługiwał rozkładowy ruch pasażerski[10].